# モーガン・クリーク・プロダクションズ
モーガン・クリーク・プロダクションズ（Morgan Creek Productions）は、1988年にジェームズ・G・ロビンソンとジョー・ロスが設立した映画製作会社。会社名はロスの好きな映画のタイトルである『モーガンズ・クリークの奇跡』に由来している。80〜90年代のヒット作、『ヤングガン』、『戦慄の絆』、『メジャーリーグ』、『トゥルー・ロマンス』、『エース・ベンチュラ』、『ロビン・フッド』、『ラスト・オブ・モヒカン』などを製作したことで有名。

## 沿革
初期作品は『メジャーリーグ』『レネゲイズ』『キャデラック 俺たちの1,000マイル』以外の作品を全て20世紀フォックスを通して公開していた。『ロビン・フッド』の公開以降は、過去作品の権利と劇場公開映画の配給権をワーナー・ブラザースに移行。『トゥー・フォー・ザ・マネー』からはユニバーサル映画が配給を担当するようになったが、過去作品のソフト発売は依然としてワーナーが担当していた。
1998年10月8日、モーガン・クリークはフランチャイズ・ピクチャーズと提携し、フランチャイズの今後の映画の配給を行う契約を結んだが、2001年7月2日にモーガン・クリークはフランチャイズが一部の作品に於いて第一先買権を与える契約に違反したとして同社を提訴した。
2014年10月、モーガン・クリークは映画の国際配給権と著作権を『トリプルX』などの制作で知られるレヴォリューション・スタジオに3675万ドルで売却した。

## 作品

### 映画
- 1988 ヤングガン Young Guns
- 1988 戦慄の絆 Dead Ringers
- 1989 スキン・ディープ Skin Deep
- 1989 メジャーリーグ Major League
- 1989 レネゲイズ Renegades
- 1989 敵、ある愛の物語 Enemies, A Love Story
- 1990 ミディアン Nightbreed
- 1990 キャデラック 俺たちの1,000マイル Coupe de Ville
- 1990 ヤングガン2 Young Guns 2
- 1990 エクソシスト3 The Exorcist III
- 1990 パシフィック・ハイツ Pacific Heights
- 1991 ロビン・フッド Robin Hood: Prince of Thieves
- 1992 フリージャック Freejack
- 1992 ホワイト・サンズ White Sands
- 1992 カウチポテト・アドベンチャー Stay Tuned
- 1992 ラスト・オブ・モヒカン The Last of the Mohicans
- 1993 ダリアン The Crush
- 1993 トゥルー・ロマンス True Romance
- 1994 エース・ベンチュラ Ace Ventura: Pet Detective
- 1994 メジャーリーグ2 Major League II
- 1994 逃げる天使 Chasers
- 1994 脅迫 Trial by Jury
- 1994 詐欺/イマジナリークライム Imaginary Crimes
- 1994 精神分析医J Silent Fall
- 1995 ジム・キャリーのエースにおまかせ! Ace Ventura: When Nature Calls
- 1996 サンドラ・ブロックの恋する泥棒 Two If by Sea
- 1996 スクール・ウォーズ もうイジメは懲りごり! Big Bully
- 1996 悪魔のような女 Diabolique
- 1996 バッド・ムーン Bad Moon
- 1997 Born to be ワイルド Wild America
- 1998 迷宮のレンブラント Incognito
- 1998 メジャーリーグ3 Major League: Back to the Minors
- 1998 裸の銃を持つ逃亡者 Wrongfully Accused
- 1998 ソルジャー Soldier
- 1999 王様と私 The King and I
- 1999 チルファクター Chill Factor
- 2000 隣のヒットマン The Whole Nine Yards
- 2000 バトルフィールド・アース Battlefield Earth
- 2000 ダークサマー The In Crowd
- 2000 アート・オブ・ウォー The Art of War
- 2000 追撃者 Get Carter
- 2001 プレッジ The Pledge
- 2001 スコーピオン 3000 Miles to Graceland
- 2001 エンジェル・アイズ Angel Eyes
- 2001 アメリカン・アウトロー American Outlaws
- 2001 ザ・プロフェッショナル Heist
- 2002 プリティ・ダンク Juwanna Mann
- 2003 アイル・ビー・ゼア I'll Be There
- 2004 エクソシスト ビギニング Exorcist: The Beginning
- 2005 Dominion: Prequel to the Exorcist
- 2005 トゥー・フォー・ザ・マネー Two for the Money
- 2006 ロビン・ウィリアムズのもしも私が大統領だったら… Man of the Year
- 2006 グッド・シェパード The Good Shepherd
- 2007 幸せのルールはママが教えてくれた Georgia Rule
- 2007 シドニー・ホワイトと7人のオタク Sydney White
- 2009 ペット探偵 エース・ベンチュラJr. Ace Ventura Jr.: Pet Detective
- 2011 ドリームハウス Dream House
- 2011 遊星からの物体X ファーストコンタクト The Thing
- 2017 オール・アイズ・オン・ミー All Eyez on Me
- TBA ドリームハウス Dream House[7]

### テレビ
- 2016〜2017 エクソシスト The Exorcist
- TBA グッド・シェパード The Good Shepherd[8]
- TBA 戦慄の絆 Dead Ringers[9]
- TBA ミディアン Nightbreed[10]